# Muñana
Muñana település Spanyolországban, Ávila tartományban. Muñana Muñotello, Amavida, Vadillo de la Sierra, San Juan del Olmo és La Torre községekkel határos. Lakosainak száma 502 fő (2024).

## Népesség
A település népessége az utóbbi években az alábbiak szerint változott:
| Lakosok száma | 569  | 535  | 543  | 527  | 497  | 456  | 426  | 375  | 342  | 502  |
|               | 2001 | 2004 | 2006 | 2009 | 2011 | 2014 | 2016 | 2019 | 2021 | 2024 |